# Alcide Laurin
Alcide Laurin, kanadski hokejist, * 1881, † 24. februar 1905.
Laurin je igral za moštvo iz Alexandrie, Ontario. 24. februarja 1905 ga je do smrti pretepel 19-letni Allan Loney, hokejist nasprotnega moštva iz Maxvilla. Laurin je sprejel udarec v brado, zatem pa ga je Loney s palico zadel v levo sence. Kmalu po incidentu so Laurina, ki je bil tedaj star komaj 24 let, na ledu proglasili za mrtvega. Loneyja, ki je bil nepriljubljen zaradi svoje brutalne in nasilne igre, je čakala obtožba umora, ki so jo kasneje spremenili v obtožbo uboja.
29. marca je porota po peturni obravnavi naposled Loneyja oprostila, potem ko so priče trdile, da je bil Loneyjev udarec ali instinktiven ali storjen v samoobrambi. Vse obtožbe so nato opustili, primer pa zaključili.
Rivalstvo med Maxvillom in Alexandrio je temeljilo na nasprotnih verskih prepričanjih, saj so v Alexandrii prevladovali katoliški francoski Kanadčani, v Maxvillu pa protestantski angleško govoreči Kanadčani.